# قوه قاهره

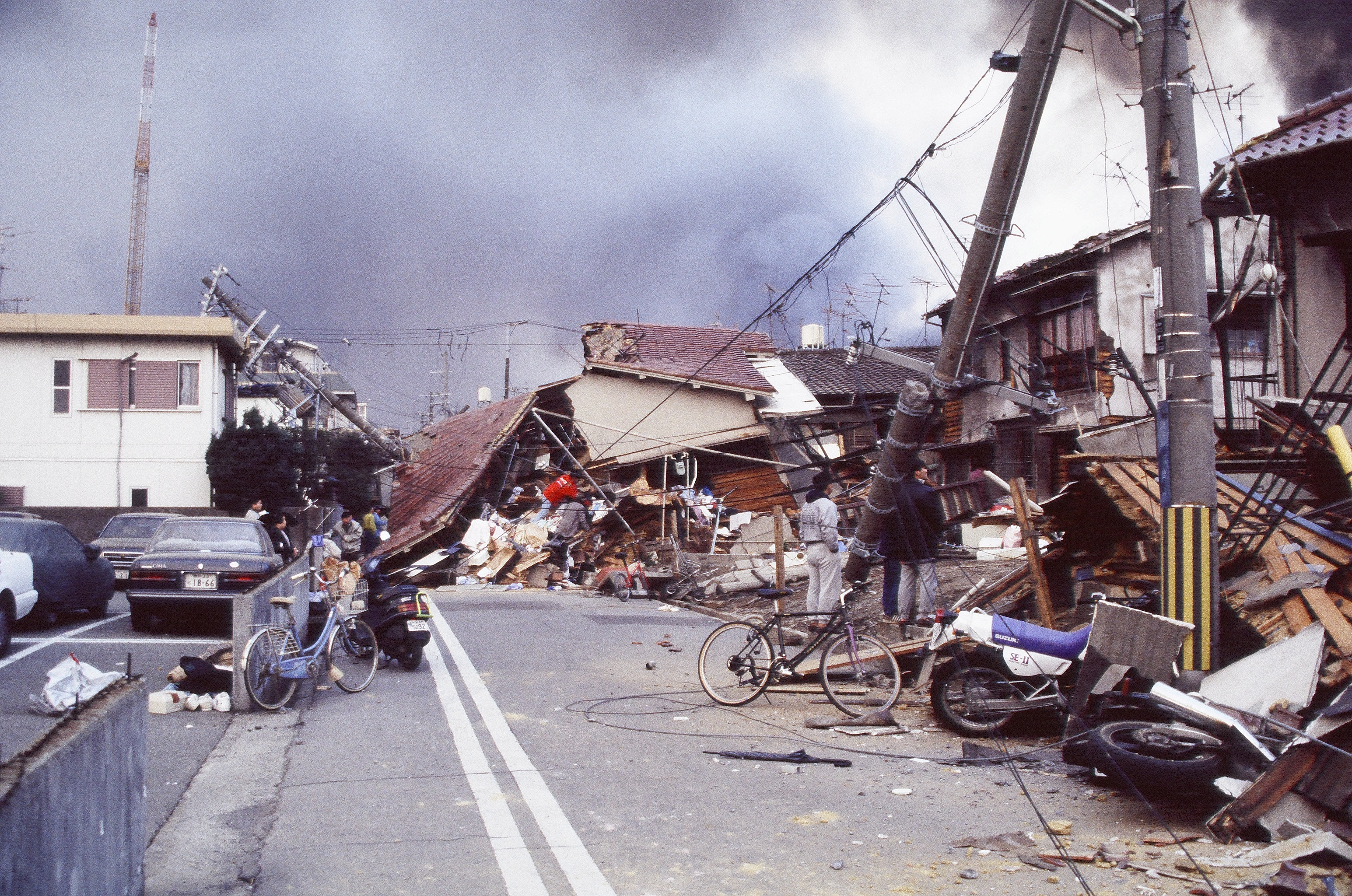
مثالی از قوه قاهره: زلزله

قوهٔ قاهره یا فورس ماژور (به فرانسوی: Force majeure) اصطلاحی در حقوق فرانسه است که ظاهراً نخستین بار در قانون مدنی فرانسه «کد ناپلئون» به کار رفته و سپس در کشورهای دیگر، همین اصطلاح، حتی در حقوق و کتاب‌های متعدد، مورد استفاده قرارگرفته و رایج شده است.
در حقوق فرانسه، فورس ماژور دارای معنی عام و معنی خاص است. فورس ماژور به معنی عام، عبارت است از هر حادثه خارجی «خارج از حیطه قدرت متعهد» غیرقابل پیش‌بینی و غیرقابل اجتناب، که مانع اجرای تعهد باشد. فورس ماژور، بدین معنی، شامل عمل شخص ثالث و عمل متعهدلَه که واحد در صفت مذکور باشند نیز خواهد شد. اما فورس ماژور، به معنی خاص، حادثه‌ای است ناشی از نیروهای طبیعی، غیرقابل پیش‌بینی و غیرقابل اجتناب.
در حقوق بین‌الملل و همچنین حقوق داخلی -خصوصاً در کشورهایی که از ظابطه حقوق نوشته پیروی می‌کنند- برای تحقق و اعمال قاعده فورس ماژور شرایطی را در نظر کرفته اند، بدین شرح که برای آنکه بتوان
یک اتفاق را قوه قهریه یا همان فورس ماژور تلقی کرد بایدآن اتفاق دارای شرایطی باشد که ازجمع بندی آنها می‌توان به ۴ شرط عمده اشاره داشت.
1. خارج از کنترل هریک طرفین قرارداد باشد.
2. طرف مربوط پیش از انعقاد پیمان به‌طور منطقی قادر به مقابله با آن نبوده باشد.
3. در صورت بروز، طرف مربوطه به‌طور منطقی قادر به جلوگیری از آن یا مقابله با آن نبوده باشد.
4. به هیچ وجه نتوان طرف دیگر را در بروز آن مقصر دانست.[۱]